# Ruta Nacional 66 (Argentina)
La Ruta Nacional 66 Presidente Doctor Raúl Ricardo Alfonsín - (Ley 26.715). es una carretera argentina pavimentada, que se encuentra en el sudeste de la Provincia de Jujuy, en las inmediaciones de la ciudad capital, San Salvador de Jujuy.
Entre el empalme con la Ruta Nacional 9 en las inmediaciones de San Salvador de Jujuy y el aeropuerto Horacio Guzmán, esta ruta es autopista y discurre de noroeste a sudeste en un recorrido de 26 km. Luego cambia el rumbo hacia el este, en la que la calzada es mano y contramano, hasta el empalme con la Ruta Nacional 34 en un recorrido de 12 km.
También se conoce como Ruta Nacional 66 el camino asfaltado que donde la ruta anterior dobla hacia el este, continúa con rumbo sudsudeste hasta la Ruta Nacional 34 en un recorrido de 12 km.

## Localidades
Las ciudades y pueblos por los que pasa esta ruta de noroeste a sudeste son los siguientes (los pueblos con menos de 5000 habitantes figuran en itálica).

### Provincia de Jujuy
Recorrido: 38 km (kilómetro 0 a 38).
- Departamento Doctor Manuel Belgrano: Alto Comedero (kilómetro 0-3).
- Departamento Palpalá: Palpalá (km 8).
- Departamento El Carmen: Perico (km 26) y San Juancito (km 35).